# Mohammad Rabbani
Mulá Mohammad Rabbani Akhund (1955 - 15 de abril de 2001) foi um dos principais fundadores do movimento Talibã. Era o segundo homem mais poderoso do regime, atrás apenas ao Líder Supremo, o Mulá Mohammed Omar, na hierarquia do Talibã.
Quando a União Soviética optou por se retirar do Afeganistão em 1989, e depois de muitos anos de insurgência e guerra civil, ele liderou os guerrilheiros do Talibã no ataque final contra a capital, Cabul.
Atuou como primeiro-ministro do Afeganistão e chefe do conselho consultivo. Houve também rumores de que mulá Rabbani e o chefe do movimento Talibã tiveram sérias divergências políticas. Enquanto Rabbani e o conselho governante constituíram a face pública do governo do Afeganistão, as decisões importantes eram tomadas por Mulá Mohammed Omar, que residia na cidade de Kandahar.